# Lasse Vigen Christensen
Lasse Vigen Christensen (Esbjerg, 15 augustus 1994)  is een Deens voetballer die bij voorkeur als centrale middenvelder speelt. Hij stroomde in 2013 door vanuit de jeugd van Fulham. Sinds september 2023 komt hij uit voor ADO den Haag 

## Clubcarrière
Vigen speelde in Denemarken bij FC Midtjylland en Esbjerg fB. In november 2011 ging hij testen bij Fulham. In januari 2012 maakte hij definitief de overstap naar de Londense club. Hij debuteerde voor Fulham op 4 januari 2014 in de derde ronde van de FA Cup tegen Norwich City. Hij viel na 70 minuten in voor Derek Boateng. In de replay mocht hij opnieuw invallen, ditmaal na 84 minuten voor Steve Sidwell. Op 30 januari 2014 verlengde hij zijn contract tot zomer 2017. In juli 2017 nam Brøndby IF hem over. Hij tekende er een contract voor 4 seizoenen. In de voorbereiding van het seizoen 2021/22 werd bekend dat Vigen transfervrij de overstap maakt naar de Belgische eersteklasser Zulte-Waregem. Hij tekende hier een contract tot de zomer van 2023 
In september 2023 tekende hij een contract tot de zomer van 2026 bij ADO Den Haag en hij kwam transfervrij over van Silkeborg 

## Interlandcarrière
Vigen kwam uit voor diverse Deense nationale jeugdselecties. Hij debuteerde in 2013 voor Denemarken –21. Vigen Christensen nam met Denemarken deel aan de Olympische Spelen 2016 in Rio de Janeiro. Bij dat toernooi verloor de ploeg van bondscoach Niels Frederiksen in de kwartfinale met 2-0 van de latere winnaar van de bronzen medaille, Nigeria.
1 Wentges ·
2 Van der Sloot ·
4 Waem ·
5 Sylla ·
6 Sürmeli ·
7 Van Mieghem ·
8 Vlak ·
9 Bonis ·
10 Schalk  ·
11 Rottier ·
12 Hämäläinen ·
15 Hokke ·
16 De Bruin ·
17 Mohammad ·
18 Peupion ·
19 Reischl ·
22 Lourens ·
23 Nikiema ·
24 Heesen ·
25 Kilo ·
26 De Ruijter ·
28 Coremans ·
29 Van de Riet ·
30 Brandt ·
31 Geoffery ·
32 Houwaart ·
33 Dijkhuizen ·
34 Does ·
35 Maasland ·
36 Boakye ·
37 Payne ·
45 Tomas ·
Coach: Kalezić
· Assistent-coach: Schwiebbe
· Assistent-coach: Vrede
· Keeperstrainer: Hisso